# Il paese incantato
Il paese incantato (Fando y Lis) è un film fantastico del 1968 diretto da Alejandro Jodorowsky, adattamento del testo teatrale omonimo scritto dal drammaturgo spagnolo Fernando Arrabal nel 1955. Si tratta del debutto in un lungometraggio del regista cileno, qui accreditato come Alexandro Jodorowsky, che insieme ad Arrabal aveva già portato l'opera nei teatri per alcuni mesi.
Tipico esempio del cinema surrealista che caratterizzerà i film successivi di Jodorowsky, Il paese incantato rivela influenze di registi come Luis Buñuel (Un chien andalou - Un cane andaluso), Federico Fellini (Fellini Satyricon), Jean-Luc Godard (Weekend) e contiene alcuni elementi precursori di film dei primi anni settanta come Zabriskie Point di Michelangelo Antonioni.

## Trama
Il giovane Fando e la sua ragazza Lis si mettono in viaggio alla ricerca di Tar, il "paese incantato" dove ogni desiderio viene esaudito. Lis è paralitica e Fando la trascina su un piccolo carro, attraverso paesaggi post-apocalittici fatti di macerie e luoghi desolati. Il viaggio rievoca fantasmi del passato, dolori e traumi mai affrontati, incarnati da una serie di emblematici e inquietanti personaggi, mentre il percorso li riporta sempre al punto di partenza.
Fando, disperato e preda delle sue allucinazioni, tenta di abbandonare Lis e di proseguire da solo, ma neppure così trova la via per Tar e quindi torna sui suoi passi. Il rapporto tra i due diventa sempre più stretto e malato, mentre Fando, scivolato ormai nella follia, incatena Lis al carro e tenta di farla prostituire. La meta sembra ormai una chimera e Lis si ribella distruggendo l'amato tamburo di Fando, che reagisce uccidendola a sassate e calci. Nel finale l'uomo torna sulla tomba della ragazza con dei fiori e un cane, come le aveva promesso, e lì si lascia morire.

## Produzione
Il film fu girato nell'arco di alcuni fine settimana con un budget molto limitato, utilizzando set naturali e ambientazioni "suggestive" come le rovine di un manicomio, un cimitero messicano e una miniera abbandonata.

## Distribuzione e accoglienza
Il paese incantato venne proiettato in anteprima nel 1968 durante l'Acapulco Film Festival e lo scandalo che destò nel pubblico fu tale da provocare una sommossa tale da costringere Jodorowsky ad uscire di nascosto dalla sala («la gente voleva letteralmente uccidermi» avrebbe dichiarato in seguito) e a fuggire mentre la sua auto veniva bersagliata da un lancio di pietre.
Il regista Roman Polański, presente con la moglie Sharon Tate per la promozione di Rosemary's Baby, si espresse in difesa del film rivendicando il diritto di un autore ad esprimersi con piena libertà e affermando che la censura nell'arte e nella cultura non era assolutamente accettabile. La settimana successiva Il paese incantato uscì in alcune sale di Città del Messico registrando il tutto esaurito, ma scoppiarono altri scontri e venne infine bandito dal governo messicano. Il regista rischiò addirittura l'esilio e lo scandalo fornì una notevole quantità di materiale per la stampa.
Il 2 febbraio 1970, sull'onda dei consensi riscontrati nel pubblico americano dal Satyricon di Federico Fellini, il film uscì negli Stati Uniti in versione doppiata e rimontata, risultando un insuccesso sia di critica che di incassi. In Messico avrebbe visto nuovamente la luce solo l'8 giugno 1972.
Sparito dalla circolazione per circa trent'anni, nel 1999 Il paese incantato è stato distribuito in DVD ed è stato proiettato il 19 giugno 2003 in Polonia durante il Latin America Film Festival e il 17 novembre 2013 al Festival Internazionale di Salonicco.

## Restauro
Il 7 febbraio 2020 il film è stato restaurato in 4K per le sale cinematografiche del Regno Unito da Abkco Films per un periodo limitato.

## Edizione DVD
In Italia nel 2007 è stato distribuito in DVD dalla Rarovideo e Abkco col titolo Fando y Lis (Il paese incantato) 1968 con audio italiano e spagnolo e sottotitoli in italiano nel suo formato originale 4:3 che include anche il cortometraggio La cravate del 1957 e contenuti extra Documentario sul restauro, Commento audio del regista, Intervista a Mario Sesti e galleria di foto.
Sempre nel 2007, la seconda edizione è stata distribuita in DVD dalla RARO VIDEO con ristampa includendo i loghi di Cecchi Gori e Mustang in un cofanetto intitolato Alejandro Jodorowsky in 4 DVD che include altri tre film e molti extra: El Topo (1971) solo con audio spagnolo e sottotitoli in italiano, The Holy Mountain (1973) con audio italiano e inglese e sottotitoli in italiano e La constellation Jodorowsky (1994) solo con audio francese e sottotitoli in italiano.

## Critica
Il sito Rotten Tomatoes riporta il 73% di recensioni professionali con un giudizio positivo, con un voto medio di 6,5 su 10.
Virginie Sélavy del magazine Electric Sheep ha definito il film «un trionfo di lacerante audacia, una storia isterica di fottuta rivolta che pulsa ancora di vita oscura», ritenendo che l'opera non abbia risentito del passare del tempo: «Quarant'anni dopo Il paese incantato è ancora incendiario come può esserlo il cinema. È un urlo, un pugno nello stomaco, un viaggio accecante attraverso quello che sembra niente di meno che i circoli più bassi dell'Inferno dantesco».
Sul sito DVD Talk, Chris Hughes parla di «un film d'autore di pregio con una grande quantità di finezze e profondità di significato», mentre Keith Phipps su The Onion A.V. Club giudica la pellicola «indisciplinata ma non senza passaggi efficaci... un'opera di provocazione tanto quanto un'opera d'arte».
Altri giudizi sono stati meno positivi, come quello di Anton Bitel di Eye for Film, secondo il quale «a differenza delle opere successive di Jodorowsky, qui la sfilata di personaggi eccentrici, fenomeni da baraccone e degenerati non sembra mai avere molta direzione», o quello di Glenn Erickson che sempre su DVD Talk scrive: «Dopo 96 minuti Il paese incantato diventa noioso. Gli spettacoli con assurdità semi-astratte di solito hanno alti e bassi sulla base delle loro immagini, e quello che vediamo qui è scialbo e ripetitivo».
Anche il critico Steven Puchalski di Shock Cinema Magazine non ha un giudizio positivo del film: «Ci sono un sacco di immagini impressionanti lungo la strada, ma la prima metà di questo film è un incongruente, irritante pasticcio che fa apparire coerente anche le opere più indulgenti di Fellini».
Il critico Morando Morandini nel suo dizionario definisce il film «una piccola foresta di metafore sull'umanità depredata dei sentimenti dalla violenza che impera nel mondo».